# Махфіруз Хадідже Султан
Махфіруз Хадідже-султан (1590—28 жовтня 1620) — наложниця османського султана Ахмеда I (носила титул хасекі), мати Османа II

## Біографія
Махфіруз Хадідже-султан народилася приблизно в 1590 році. Існують версії про її грецьке та сербське походження. Але історик Бакі Тезджан зазначає, що версія про грецьке походження з'явилася завдяки французькому роману XVIII століття. Можливо, звали Махфіруз при народженні Євдокією. На початку 1600-х років Махфіруз потрапила в гарем султана Мехмеда III, який помер 22 грудня 1603 року. На троні опинився його тринадцятирічний син Ахмед I. Оскільки Ахмед став султаном в такому юному віці, він не мав спадкоємців; мати Ахмеда, Хандан султан, стала підшукувати йому відповідну наложницю, і вибір припав на Махфіруз. Трохи менше, ніж через рік після сходження Ахмеда на престол, Махфіруз народила сина Османа, який став першим в історії імперії старшим спадкоємцем престолу, народженим в столиці
Приблизно в той же час, коли Махфіруз стала наложницею юного султана, в гарем Ахмеда I увійшла його нова фаворитка Кесем султан, яка стала улюбленою наложницею і, ймовірно, офіційною дружиною султана. Старший син Кесем, Шехзаде Мехмед, народився всього через чотири місяці після народження Османа. Незважаючи на те, що головною і найулюбленішою жінкою Ахмеда з цього моменту вважалася Кесем, султан все ж був прив'язаний і до матері свого первістка — Махфіруз, яка стала матір'ю щонайменше двох синів — Баязид в 1612 році і Шехзаде Хюсейном в 1613. 
На думку Леслі Пірс, в середині 1610-х років перебуваючи під впливом Кесем-султан Ахмед I вислав Махфіруз в Старий палац. На думку істориків Леслі Пірс, Габріеля Пітерберга і інших, Махфіруз померла приблизно в 1620 році на третьому році правління сина. У той же час, італійський мандрівник П'єтро делла Валле в листі від 25 жовтня 1614 року писав, що мати «першого сина султана Ахмеда мертва». Всупереч традиціям, Махфіруз Хадідже султан була похована без всяких церемоній на кладовищі при мечеті в Еюпі, а не поруч з чоловіком в Блакитній мечеті. 
За іншою версією Махфіруз померла в 1615 році в Старому палаці від чуми. Коли Осман став султаном,то обов'язки валіде виконувала його няня Фірдевс-хатун і допомагала Кесем-султан у засланні. Після усунення від влади султана Османа II, Фірдевс-хатун вислали до Старого палацу,де вона прожила до 1615 року.

## В культурі
- Махфіруз є одним з персонажів турецького фільму «Махпейкер» (2010). Роль Махфіруз виконала Ойкю Челік.

- Махфіруз є персонажем турецького історико-драматичного серіалу «Величне Століття: Кесем-Султан». Роль Махфірузе виконує Діляра Аксюек.

## Діти
- Осман II (3 листопада 1604 — 20 травня 1622)
- шехзаде Баязид (жовтень 1612 — 27 липня 1635)
- шехзаде Хюсейн (14 листопада 1613 — 1617)